# Cá than
Cá than, (danh pháp hai phần: Anoplopoma fimbria), là một trong hai thành viên của họ cá có danh pháp khoa học là Anoplopomatidae (họ Cá than) và là loài duy nhất trong chi Anoplopoma. Nó được tìm thấy tại các đáy nhiều bùn của khu vực bắc Thái Bình Dương ở độ sâu từ 300 tới 2.700 m, có giá trị kinh tế quan trọng tại Nhật Bản.
Nó cũng được coi là đặc sản tại nhiều quốc gia vì thịt có vị ngọt và kết cấu như bông.

## Giá trị dinh dưỡng
Thịt cá than chứa nhiều axít béo omega 3 chuỗi dài có lợi cho sức khỏe như EPA và DHA. Hàm lượng các axít béo này tương tự như ở cá hồi hoang dã.

## Hình ảnh

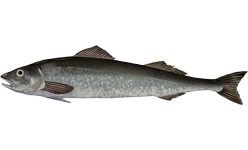
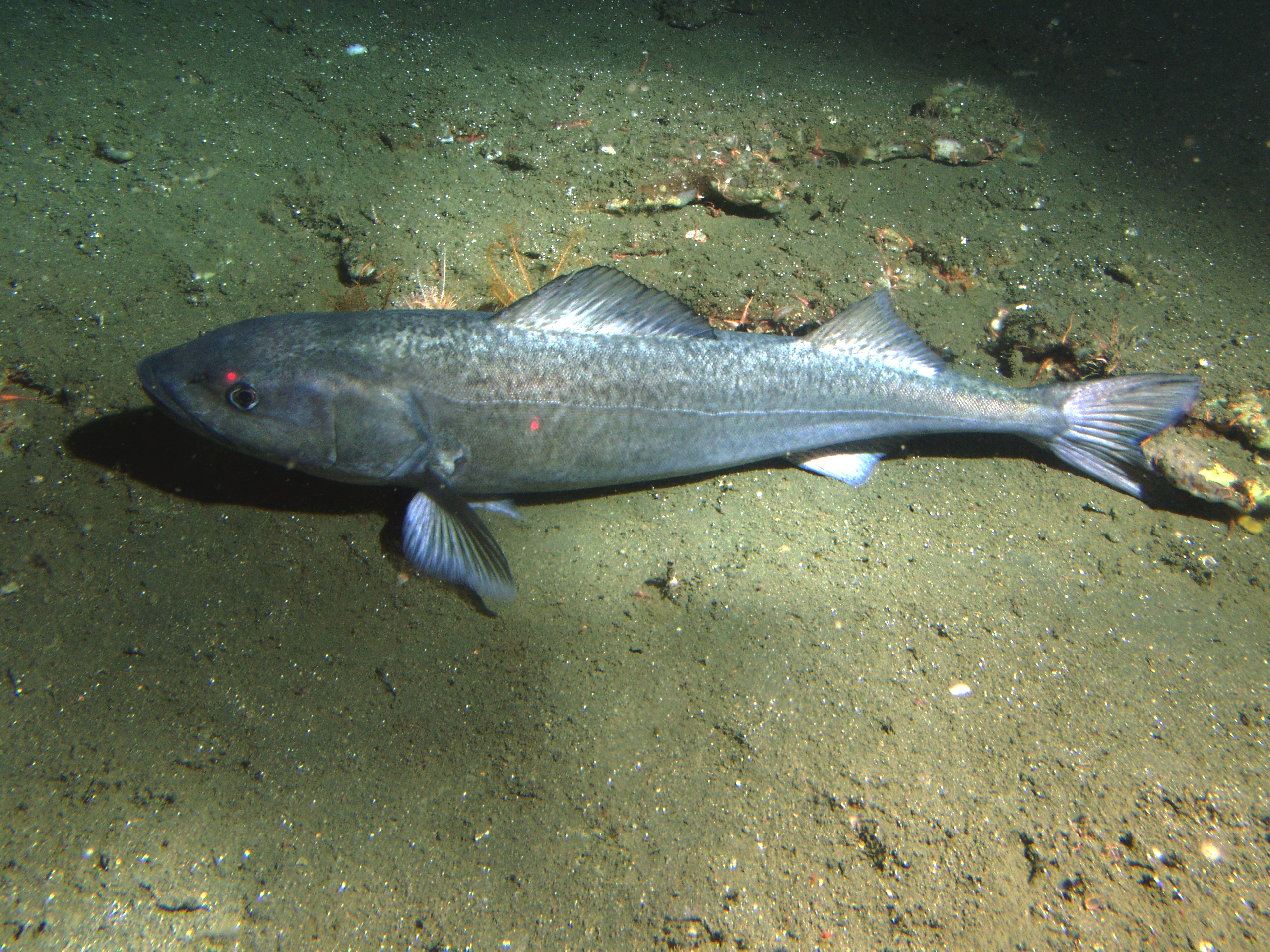